# Assiette (vaisselle)
Pour les articles homonymes, voir Assiette.
Une assiette est une pièce de vaisselle qui permet de contenir et de servir des mets. Elle peut être en verre, en céramique (faïence, porcelaine, grès), en bois, en mélamine ou en métal. Elle est composée d'un fond plat, appelé ombilic ou bassin, et de bords inclinés (talus ou descente) et d'un marli, couronne plus ou moins horizontale ou oblique à contours variés, éventuellement festonné, et à profil droit ou galbé.
Lors de pique-niques on utilise des assiettes jetables en carton glacé, en PLA ou PSM (fabriquées à partir d’amidon de maïs), en pulpe végétale (moulée avec de la bagasse de canne à sucre et de tiges de bambou et de pailles de blé), voire en mousse de polystyrène ou en matière plastique.
Par métonymie, l'assiette peut désigner son contenu (exemple : une assiette de bouillon), qui peut s'appeler également une assiettée.
L'assiette anglaise est composée de viandes froides.

## Historique
Des vestiges archéologiques d'assiettes en terre cuite, en bois, en métal et même en pâte de verre moulée, sont retrouvés dès l'Antiquité. La vaisselle de la civilisation gréco-romaine est caractérisée par des récipients dont l'emploi et la forme peuvent être considérés avoir inspiré l'assiette, telle la phiale grecque ou la patère romaine. Dans la civilisation arabo-andalouse, la pièce de vaisselle qui évoque le plus l'assiette est l'ataifor (es).
L'« assiette » au Moyen Âge désigne une succession de services au cours d'un repas : une assiette de viandes en sauce, une assiette de viande grillée, etc. Les aliments tels les viandes et légumes sont servis sur un tranchoir, appelé aussi tailloir : cette plaque ronde, rectangulaire ou carrée en bois, en verre ou en métal (argent ou or pour les plus riches), est garnie d'une ou de plusieurs épaisses tranches de pain rassis qui absorbent le jus des viandes, la sauce et les graisses. Cette tranche de pain rassis est nommée progressivement tranchoir par métonymie. Le tranchoir est parfois partagé avec le voisin de table, d'où le terme de compagnon. Ce tranchoir imbibé de sauce est distribué à la fin du repas aux paysans, mendiants ou animaux. Les tranchoirs à partir du XVe siècle subsistent uniquement sous la forme de cette plaque. Les potages, bouillons et brouets sont mangés avec une cuillère dans des écuelles.
En Europe, l'assiette comme telle, qui n'est au fond qu'un tranchoir solide à bords relevés, fait son apparition sur les tables des rois au début du XVIe siècle mais les tranchoirs subsistent jusqu'au début du XVIIe siècle. Sa forme plate "assise" est à l'origine de son nom.
François Ier en commande en étain, en argent, en or, en faïence. L'engouement pour la porcelaine de Chine au XVIe siècle incite ce pays à produire des modèles décorés à l'occidentale. Elles servent surtout de symboles de richesse, présentées sur des dressoirs. La légende veut que ce soit le cardinal Mazarin qui ramène l'assiette creuse (appelée « mazarine ») d'Italie en 1653.
Pour financer ses nombreuses et ruineuses guerres contre des puissances étrangères, Louis XIV demande que soient fondus tous les objets et meubles en or et en argent du royaume. Cette décision touche directement les services de table de l'aristocratie, qui se tourne alors vers la faïence.
Sous le règne de Louis XV, l'industrialisation de la fabrication de pièces de vaisselle en faïence et en porcelaine permet de démocratiser l'utilisation de ces pièces. On retrouve ainsi ces assiettes sur les tables des gens du peuple qui jusque-là mangeaient dans des écuelles d'abord en bois puis en terre et en métal, les gens plus riches se distinguant dès lors par la multiplication d'assiettes selon les services (assiettes à soupe, à dessert).
Les assiettes en faïence, notamment celle de Nevers était un cadeau typique aux XVIIIe et XIXe siècles. Les assiettes dites « historiées » se démocratisent à la fin du XIXe siècle, grâce aux techniques d’impression d'images sur faïence, et s'imposent dans les intérieurs de la petite bourgeoisie puis dans les catégories populaires de la population en reproduisant des scènes de la vie quotidienne, des rébus, des fables, mais aussi en célébrant des épisodes historiques, des expéditions militaires, et des idées ainsi que le progrès social et technologique.
Au XXe siècle, le marché de la vaisselle de table propose des assiettes aux formes plus singulières(la ronde restant cependant la plus répandue), des matières (verre, porcelaine, bois, métal, céramique, mélamine, inox, etc.) et des couleurs variées. Au début du XXIe siècle, le marché des assiettes jetables (en mousse de polystyrène, en matière plastique ou en carton) à usage unique qui répondent à un besoin de praticité, connaît des difficultés en raison de la crise économique, d'un manque de merchandising et de valorisation.

## Types
- assiette à dessert ;
- assiette à soupe, également appelée « assiette creuse » en France et « assiette profonde » en Belgique ;
- assiette montée : assiette munie d'un pied et qui est garnie de desserts divers ;
- assiette à bouillie: assiette à double fond rempli d'eau chaude pour maintenir la bouillie à température idéale ;
- assiette plate ;
- soucoupe : assiette de petit format (assiette à beurre, à pain).

## Galerie

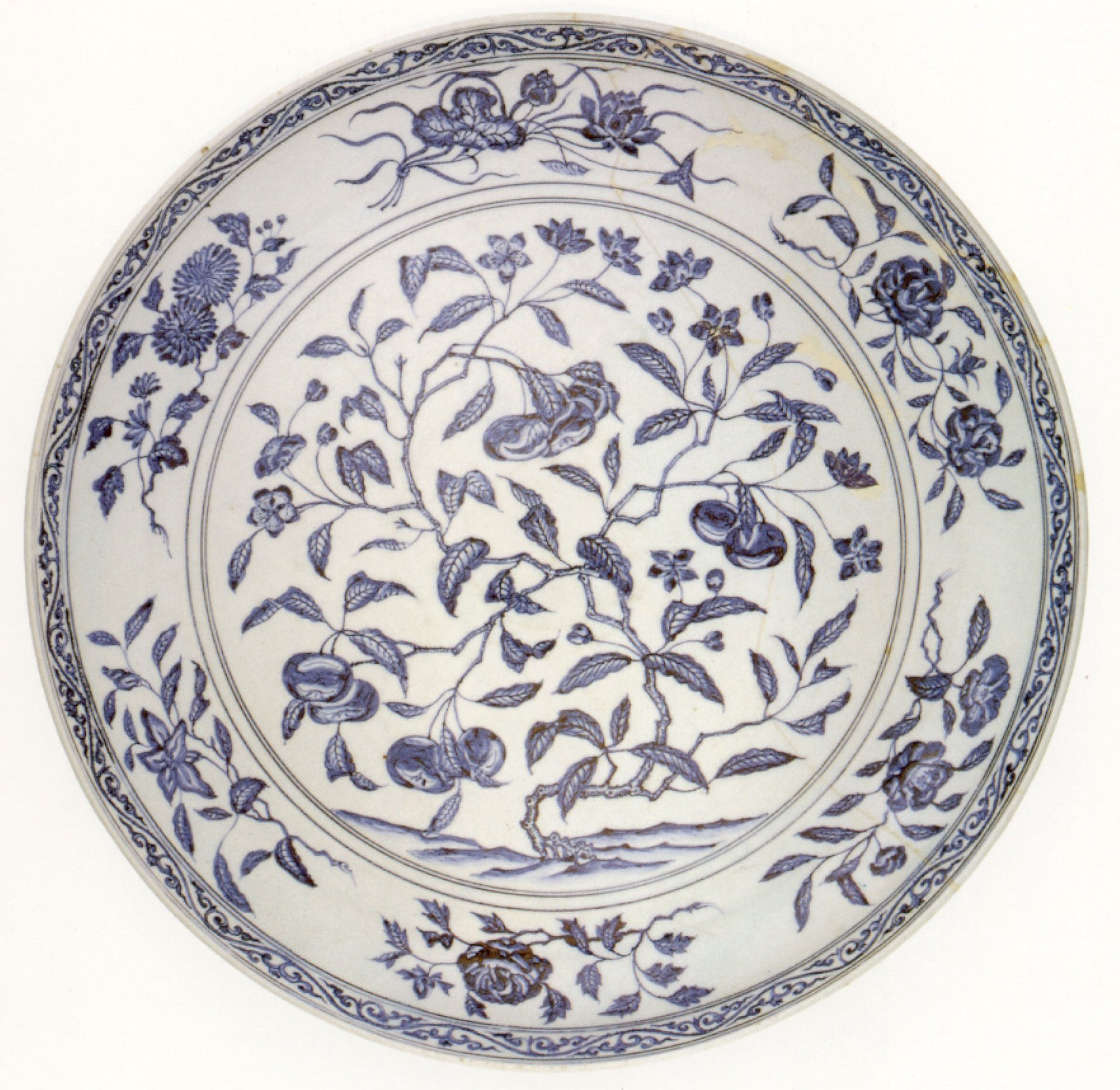
Assiette chinoise de la dynastie Ming, période Ming Yongle (1403-1424), Honolulu Academy of Arts.
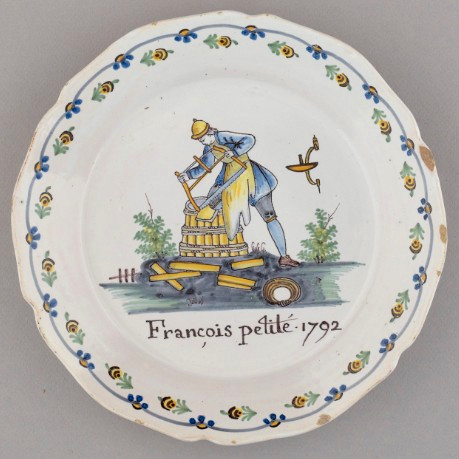
Assiette patronymique de 1792, Musée de la Révolution française.
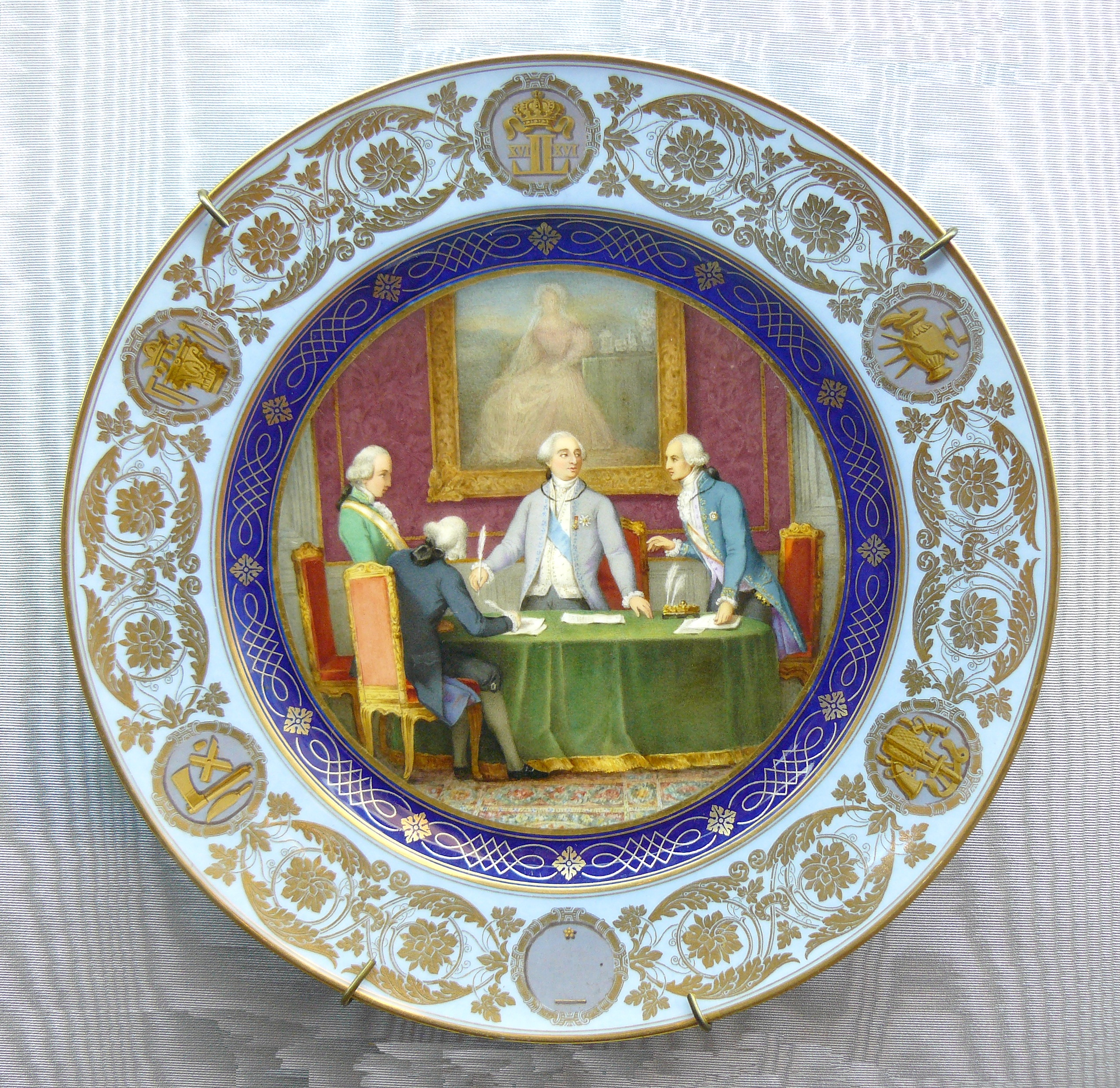
Assiette en porcelaine de Sèvres du service du palais de Fontainebleau, 1836, décors d'après Monvoisin, Sèvres - Manufacture et Musée nationaux.
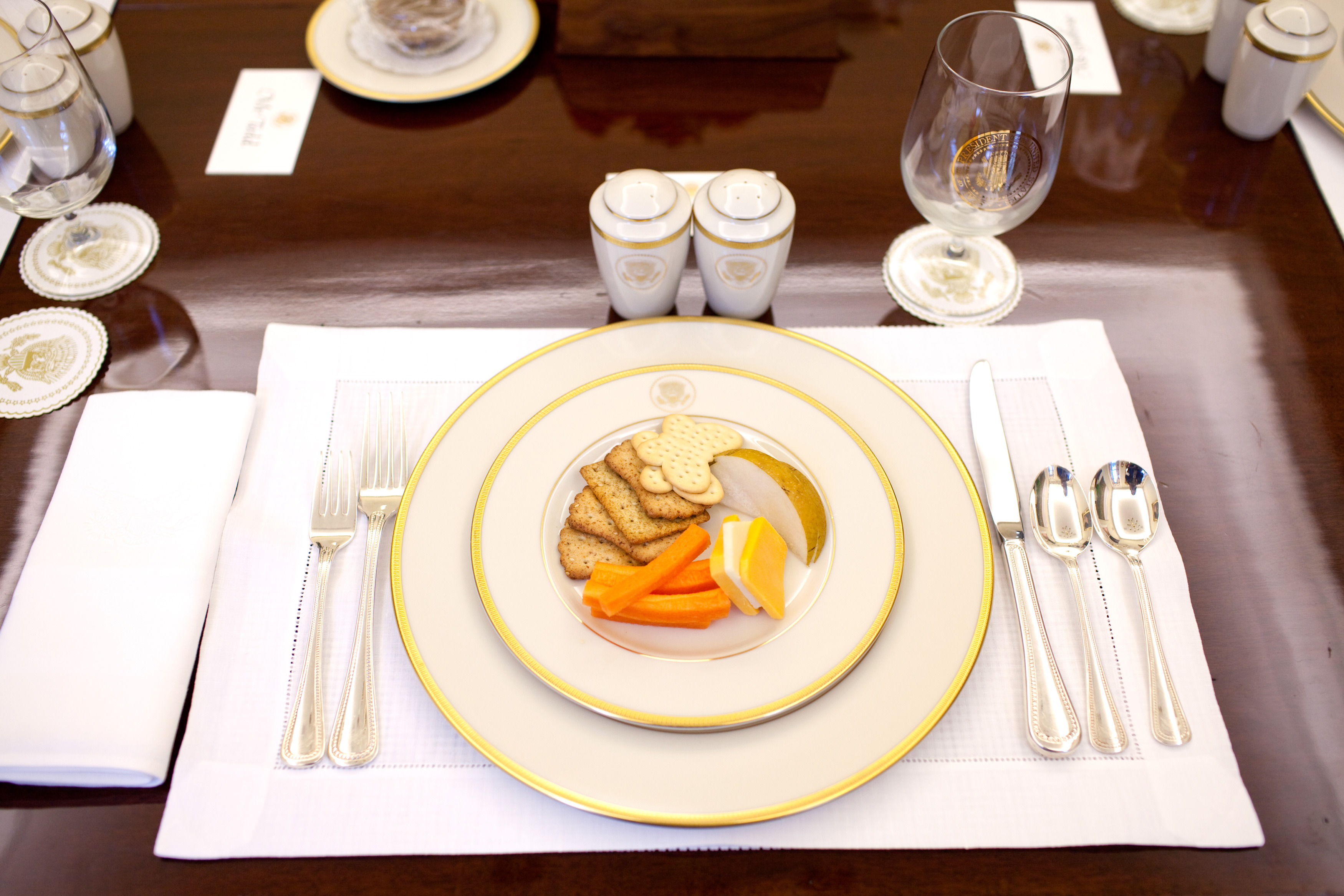
Assiette avec ses couverts, à la Maison-Blanche.
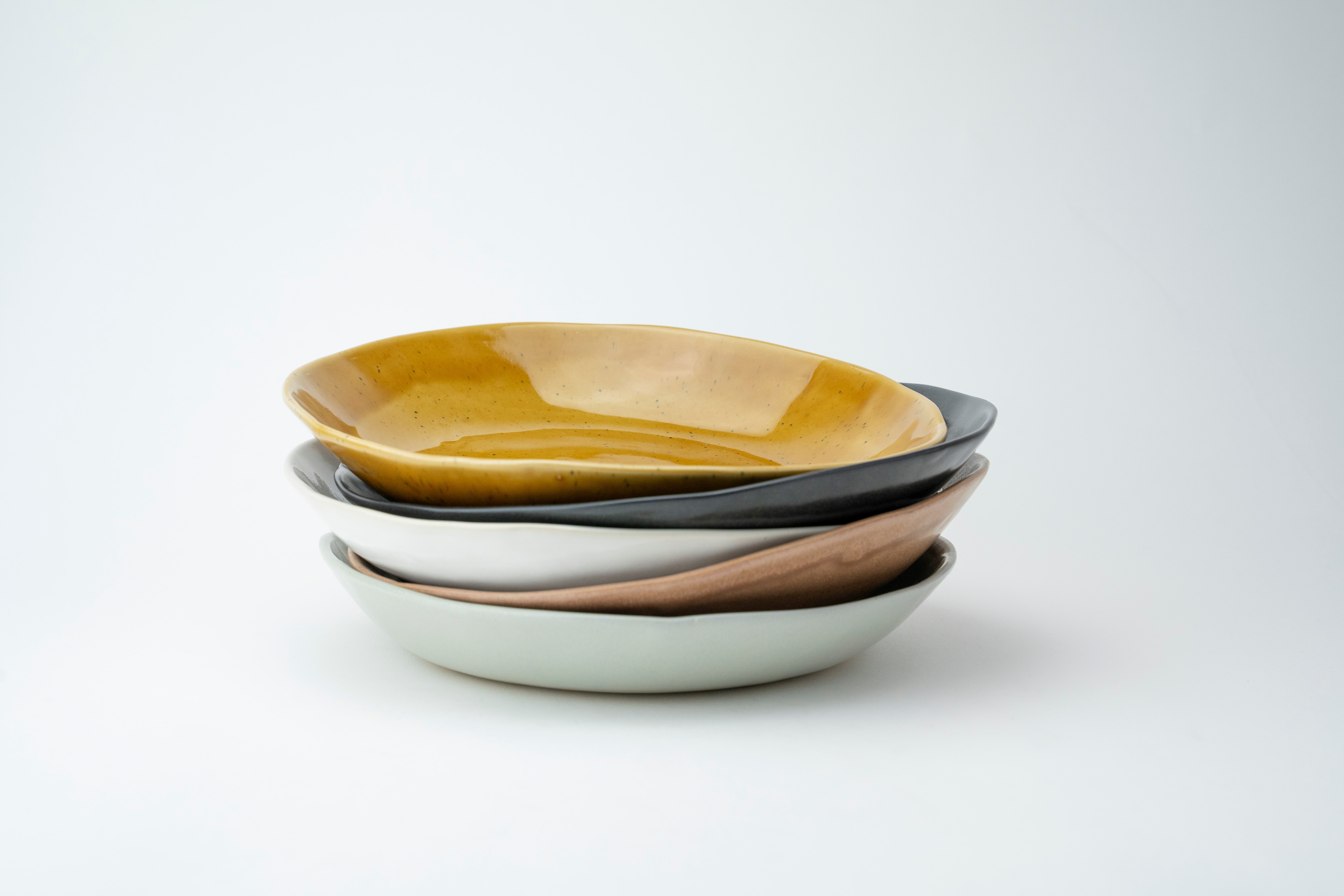
Assiettes creuses de la céramiste  Marion Graux

## Autre source
- Michèle Barrière, « L'assiette », Historia,‎ novembre 2011, p. 8 (ISSN 0750-0475)